# Западная Бенгалия
За́падная Бенга́лия (бенг. পশ্চিম বঙ্গ / Pościm Bôngo; англ. West Bengal, в русских текстах встречается вариант Западный Бенгал) — штат на востоке Индии. Столица и крупнейший город — Калькутта. Население — 91 347 736 человек (4-е место среди штатов; данные на 2011 год).

## География

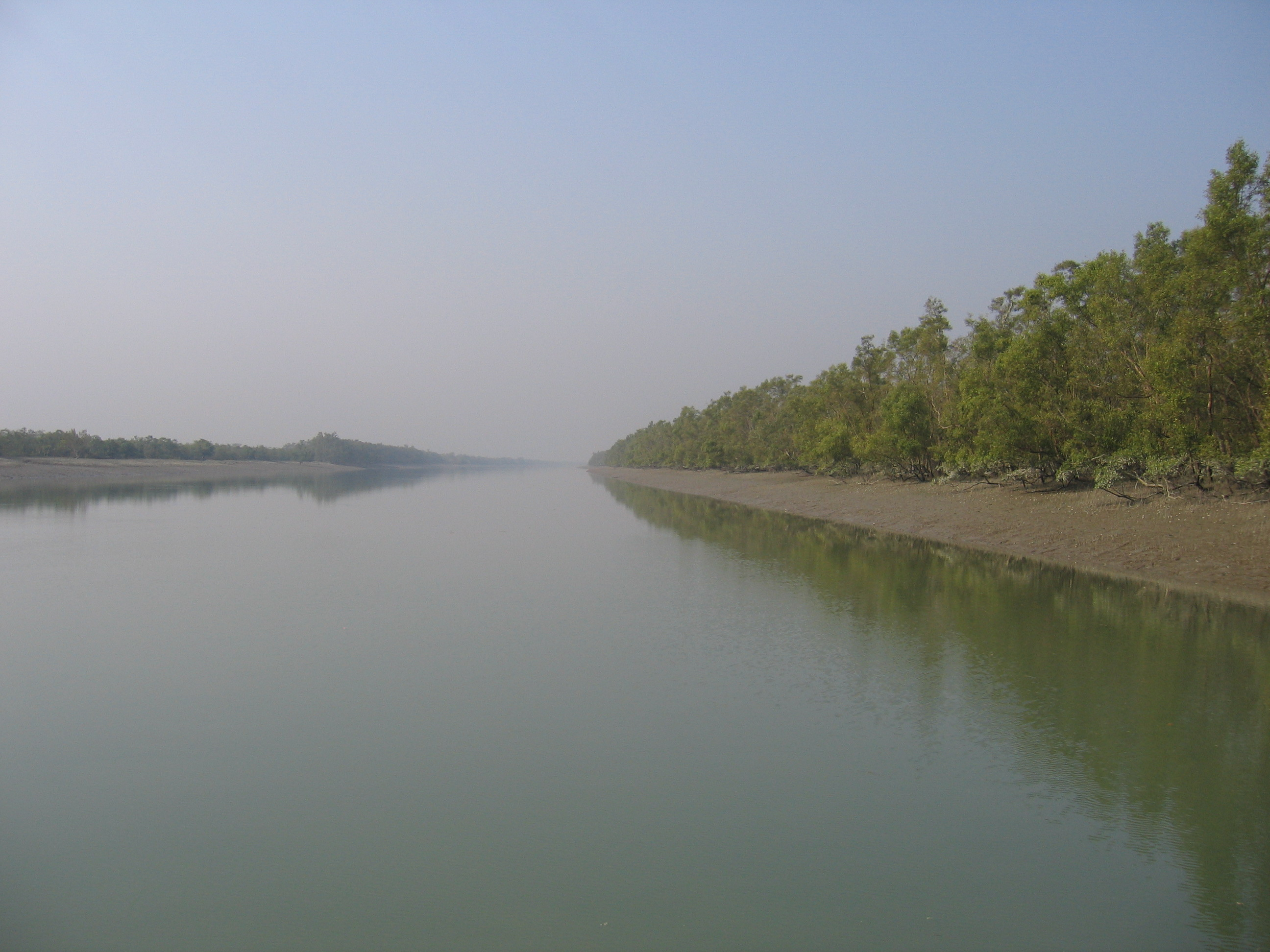
Одна из рек в районе Сундарбан

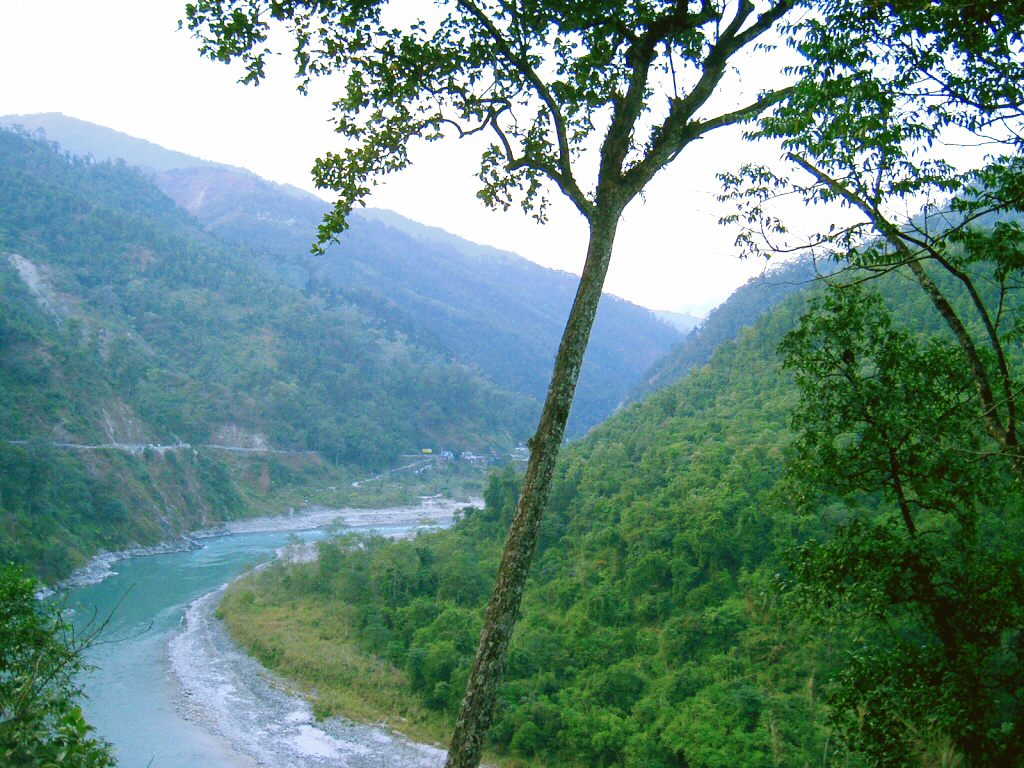
Долина реки Тиста

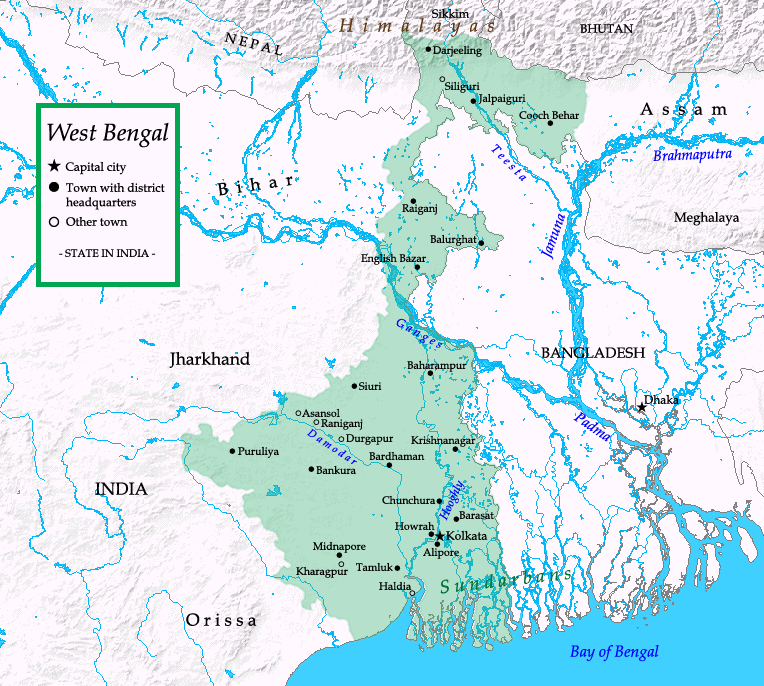
Карта штата

Штат расположен в восточной части Индии, граничит с Бангладеш (на востоке), Бутаном и штатами Сикким и Ассам (на севере и северо-востоке), штатом Орисса (на юго-западе), Джаркханд и Бихар (на западе) и Непалом (на северо-западе).
Площадь территории 88 752 км² (13-е место). На западе штата располагается всхолмлённая возвышенность (высота до 300—400 м), на севере — Гималаи (в районе Дарджилинг находится горный хребет Сингалила с горой Сандакфу, высшей (3636 м) точкой штата). Главная река штата, Ганг, делится здесь на несколько рукавов и образует обширную дельту. Речная сеть северных гор штата представлена такими реками, как Тиста, Торса, Джалдхака и Махананда. Реки западного плато штата включают Дамодар, Аджай и Кангсабати. На Ганге построены несколько гидроэлектростанций. Сильная загрязнённость Ганга является для штата важной экологической проблемой. Другой проблемой является загрязнённость грунтовых вод мышьяком, от этой проблемы страдает почти 10 % населения Западной Бенгалии в 9 округах.
Поверхность — низменная аллювиальная равнина, сложенная в основном отложениями притоков и рукавов Ганга. Преобладают аллювиальные плодородные почвы. Леса и кустарниковые заросли (около 10 % общей площади) можно встретить на севере (Гималаи и тераи), а также на западе и на юге (мангровые леса в нижней части дельты Ганга). Предгорья Гималаев покрывают вечнозелёные тропические леса, а на высоте 1000 м их сменяют субтропические леса. В Дарджилинге, на высоте более 1500 м произрастают виды умеренного климата: хвойные и дубовые леса, а также рододендроны.
Фауна включает индийского носорога, индийского слона, оленей, леопарда, гаура, крокодилов. Особенно редкие исчезающие виды включают гангского дельфина, бенгальского тигра и некоторые другие. Существует проект по сохранению бенгальских тигров в мангровых лесах на юге штата. В зимний период штат служит домом для многих перелётных птиц. Охраняемые территории занимают около 4 % от территории Западной Бенгалии, имеется 5 национальных парков.
Климат тропический, влажный, муссонный. Уровень осадков — 1400—1800 мм в год, в Гималаях свыше 3000 мм. Период дождей длится с июня по октябрь, сухие прохладные месяцы — ноябрь — февраль, сухие жаркие — март — май. На равнине средняя температура декабря около 19 °C, мая — около 30 °C. Летние температуры варьируются от 26 до 40 °С, зимние температуры: от 13 до 19 °С. Средние температуры в Гималаях достигают 15 °С летом и около 2 °С зимой.

## История
После распада Британской Индии в 1947 году, Бенгалия была разделена по религиозному признаку. Западная часть региона была присоединена к Индии (под названием Западная Бенгалия), в то время как восточная часть присоединилась к Пакистану в качестве провинции, называемой Восточной Бенгалией (позднее переименованной в Восточный Пакистан). Восточный Пакистан стал независимым государством под названием Бангладеш в 1971 году. Раздел Бенгалии породил множество социально-экономических, политических и этнических проблем.

## Население

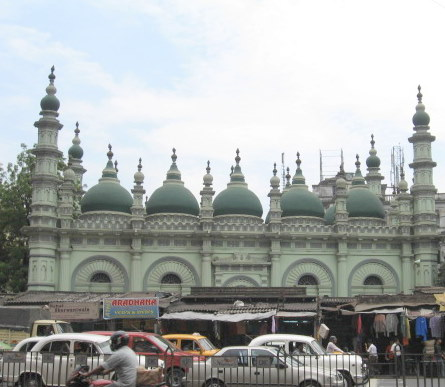
Мечеть Типу-Султан, Калькутта

По данным на 2011 год население штата составляет 91 347 736 человек (7,55 % от населения Индии), большинство из которых — бенгальцы. Кроме того, проживает бихарское меньшинство, рассеянное по всей территории штата, а также шерпы и тибетцы — вдоль границы с Сиккимом. В округе Дарджилинг проживает большое количество гуркхов непальского происхождения.
Официальными языками являются бенгальский и английский. Довольно широко распространён хинди, в округе Дарджилинг — непальский, в центральной Калькутте — урду.
По данным переписи 2001 года, 72,5 % населения исповедует индуизм, 25,5 % — ислам, оставшееся меньшинство — сикхизм, христианство и другие религии. Плотность населения составляет 904 чел./км², делая Западную Бенгалию самым густонаселённым штатом Индии. Соотношение полов: 934 женщины на 1000 мужчин, уровень грамотности — 69,2 %. Доля сельского населения — 72 %. Уровень грамотности — 77,1 %. Около 32 % населения штата живёт за чертой бедности.
| 1951            | 1961            | 1971            | 1981            | 1991            | 2001            |
| --------------- | --------------- | --------------- | --------------- | --------------- | --------------- |
| 26 300 000 чел. | 34 926 000 чел. | 44 312 000 чел. | 54 581 000 чел. | 68 078 000 чел. | 80 176 000 чел. |

## Административное деление

Округа Западной Бенгалии

С 2017 года Западная Бенгалия разделена на 23 административных округа. Ранее округов было 19.

## Политика
Левые партии (коалиция КПИ(М), КПИ, блок «Индия, вперёд» и др.) управляли штатом с 1977 года по 2011 год; на сегодняшний день большинство в региональной легислатуре имеют Националистический конгресс Трайнамул и Индийский национальный конгресс.

## Экономика
Западная Бенгалия является третьей крупнейшей экономикой Индии с ВВП в 21,5 млрд. $ США и третьей самой быстрорастущей экономикой.
Отрасли обслуживания и сервис составляют 52 % ВВП региона, сельское хозяйство — 27 % и промышленный сектор — 22 %. Основные сельскохозяйственные культуры включают рис, пшеницу, бобовые, табак, сахарный тростник, джут, чай. Регион известен своим чаем «Дарджилинг» и другими качественными сортами. Промышленность сосредоточена главным образом в агломерации Калькутты, производится оборудование и электроника, сталь, автомобили, железнодорожные вагоны, текстиль и др. Области программного обеспечения и электроники.
Западная Бенгалия характеризуется высоким уровнем развития различных отраслей лёгкой, пищевой и тяжёлой промышленности. Бассейн Ранигандж обеспечивает значительный уровень добычи каменного угля. На Западную Бенгалию также приходится порядка 20 % общеиндийского производства электроэнергии.

### Полезные ископаемые
На территории штата добывается примерно одна пятая всех полезных ископаемых в Индии. Основные ископаемые включают каменный уголь (более 90 % от всех добываемых ископаемых); глина, известняк, медь, железо, вольфрам, марганец добываются в небольших количествах. В областях вблизи Бенгальского залива есть условия для добычи нефти и природного газа, месторождения нефти, возможно, имеются и в других районах штата.

### Транспорт

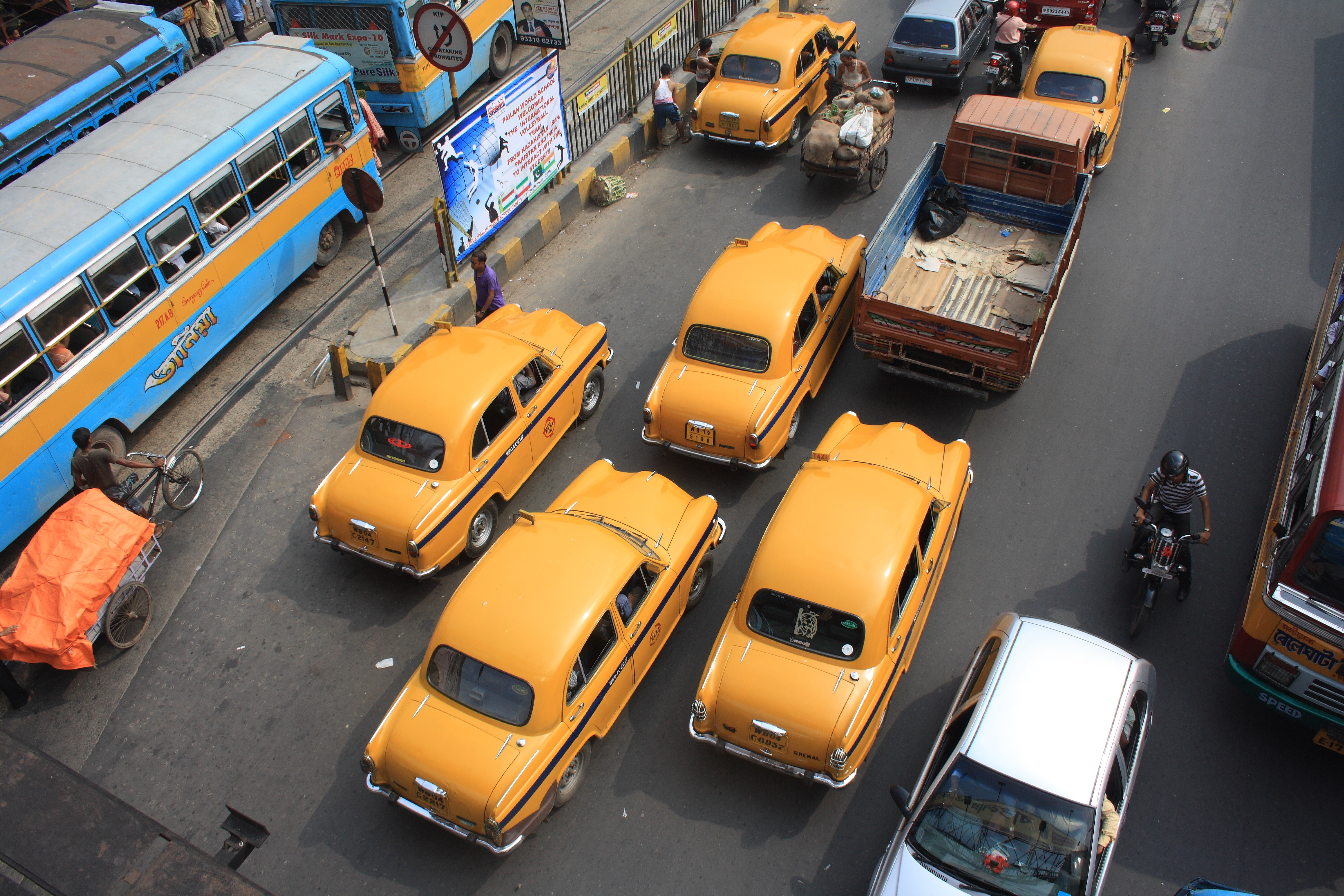
Одна из улиц Калькутты

Общая длина дорог штата — 92 023 км, из них национальные трассы составляют 2377 км. Плотность дорожной сети — 103,69 км на 100 км², что выше средней по Индии. Длина железных дорог — 3 835 км. Дарджилингская Гималайская железная дорога является объектом всемирного наследия ЮНЕСКО. Единственный международный аэропорт Западной Бенгалии — имени Нетаджи Субхас Чандра Боса, расположен в городе Дум-Дум, недалеко от Калькутты. В Калькутте имеется метрополитен, кроме того, это единственный город страны, имеющий трамвайное сообщение. Калькутта — важный речной порт.

### Литература

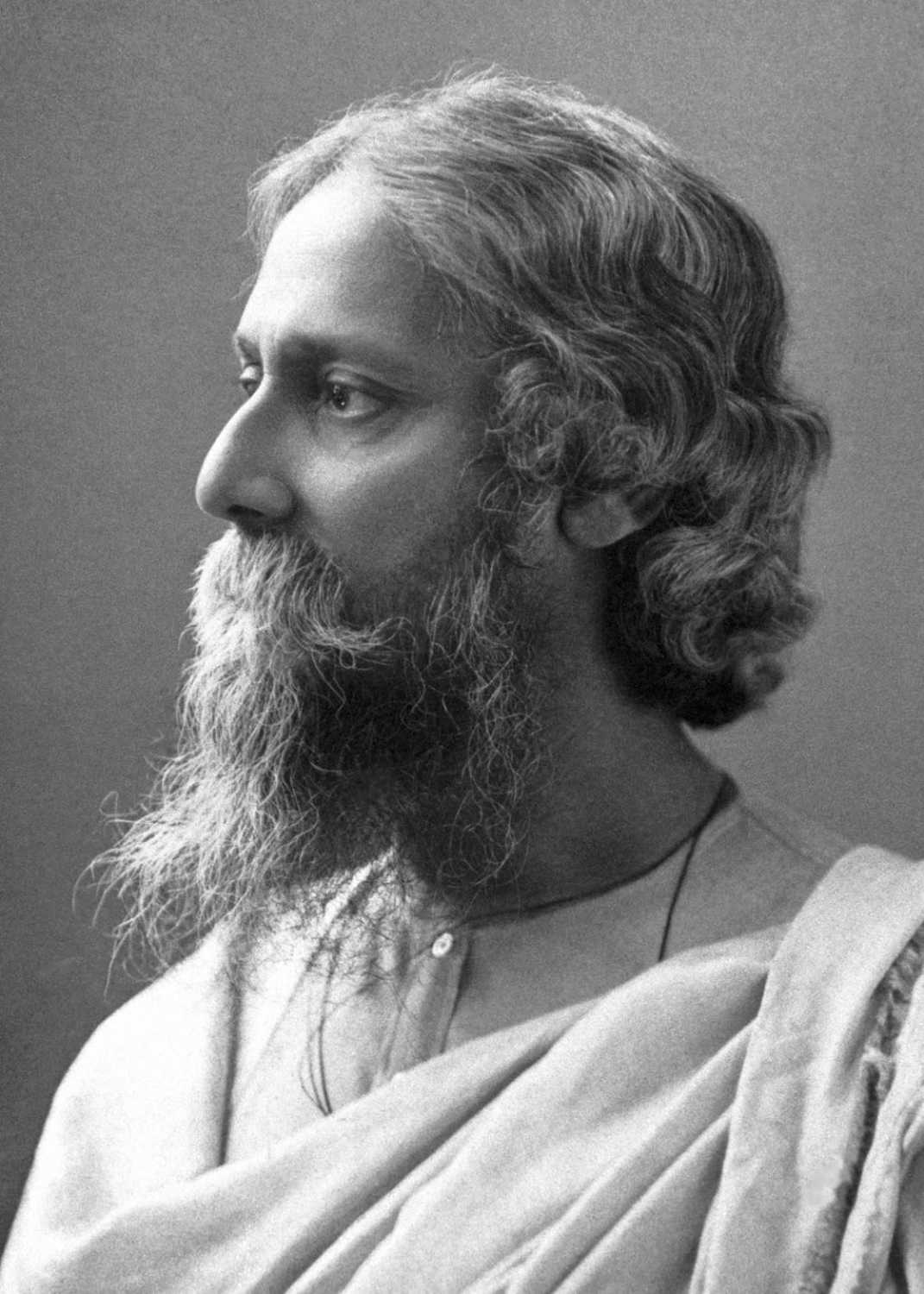
Рабиндранат Тагор

## Культура

### Музыка и танец
Баулы — бенгальские менестрели-мистики, синтез религиозного движения бхакти и музыкальной традиции.
Танец Чхау, возможно, происходит от местной разновидности боевого искусства. Элементами танца являются энергичные движения тела и высокие прыжки.

## Религия
Во времена династии Пала (750—1120) в Бенгалии и Бихаре доминировал буддизм Махаяны и Ваджраяны, утративший влияние во времена индуистского возрождения.
В дальнейшем индуизм был существенно потеснён исламом.
После Второго раздела Бенгалии число последователей ислама в Западной Бенгалии резко сократилось вследствие обмена населением Индии и Пакистана/Бангладеш.
В настоящее время свыше 70% населения штата — индуисты, большинство из них — вайшнавы и шактисты. Вайшнавизм (другое прочтение — вишнуизм) широко распространён в Западной Бенгалии, где родился Чайтанья Махапрабху, крупнейший индуистский религиозный деятель и проповедник гаудия-вайшнавизма.
Ислам исповедует ок. 25% населения штата.
Западная Бенгалия — родина всемирно известных индуистских религиозных деятелей, таких как поэт и писатель Бхактивинода Тхакур; просветитель и реформатор Рам Мохан Рой; писатель и философ Бонкимчондро Чоттопаддхай; писатель, астроном и проповедник Бхактисиддханта Сарасвати; основатель Международного общества сознания Кришны А. Ч. Бхактиведанта Свами Прабхупада.